# Милетич, Владимир
Влади́мир Миле́тич (серб. Владимир Милетић; род. 5 марта 2003, Брус, Расинский округ) — сербский футболист, полузащитник клуба «Войводина».

## Клубная карьера
Милетич — воспитанник клуба «Црвена звезда», «Графичар» и «Войводина». 5 мая 2021 года в матче против «Раднички» он дебютировал в сербской Суперлиге в составе последних. 

## Международная карьера
В 2022 году Милетич в составе юношеской сборной Сербии принял участие в юношеском чемпионате Европы в Словакии. На турнире он сыграл в матчах против команд Израиля, Англии и Австрии.